# Ramułtowice
Ramułtowice (Duits: Illnisch-Romolkwitz, 1939–1945: Ramfeld) is een dorp in de Poolse woiwodschap Neder-Silezië. De plaats maakt deel uit van de gemeente Kostomłoty.